# Șatkivka, Troițke
Șatkivka (în ucraineană Шатківка) este un sat în comuna Rozsîpne din raionul Troițke, regiunea Luhansk, Ucraina.

## Demografie
Componența lingvistică a localității Șatkivka
     Rusă (100%)
Conform recensământului din 2001, toată populația localității Șatkivka era vorbitoare de rusă (100%).